# Hvem vil være millionær? (Afghanistan)
څوك غواري چې شي میلیونر؟ (pashtu), (Suok Ghwari Chi Shi Millonar?) er et afghansk quisshow, baseret på Who Wants to Be a Millionaire? (på dansk Hvem vil være millionær?). Showet har to versioner med forskellige sprog, hvoraf et på Pashtu og et på Dari. I pashtu-versionen er værten den afghanske skuespiller Aryan Khan, mens versionen på dari er med den afghanske sanger Walid Soroor. Målet med spillet er at svare rigtigt på 15 spørgsmål for at vinde 1 million afghani. Versionen på Pashtu blev første gang sendt i november 2008 mens versionen på dari første gang blev sendt i juni 2010. Serien bliver vist på landets mest populære tv-stationer Tolo TV og Ariana Television Network.

## Spørgsmålsrækkefølge
1. spørgsmål • 100 afghani
2. spørgsmål • 200 afghani
3. spørgsmål • 300 afghani
4. spørgsmål • 500 afghani
5. spørgsmål • 1,000 afghani (garanteret sum)
6. spørgsmål • 2,000 afghani
7. spørgsmål • 4,000 afghani
8. spørgsmål • 8,000 afghani
9. spørgsmål • 16,000 afghani
10. spørgsmål • 32,000 afghani (garanteret sum)
11. spørgsmål • 64,000 afghani
12. spørgsmål • 128,000 afghani
13. spørgsmål • 250,000 afghani
14. spørgsmål • 500,000 afghani
15. spørgsmål • 1,000,000 afghani

## Links
- Artikel om dari-versionen (Webside ikke længere tilgængelig)